# 子安町 (八王子市)
子安町（こやすまち）は、東京都八王子市の町名。現行行政町名は子安町一丁目から子安町四丁目。住居表示実施済区域。住居表示実施前までは0番地が存在していた。（現在の旭町1番の一部）。郵便番号は192-0904。

## 地理
JR八王子駅の南側に位置する地域で、八王子中心市街地の一部にあたる。駅に近い北部には商業施設・商業ビルが、南部には住宅街が広がる。北はJR八王子駅の所在地である旭町および明神町、東は北野町、南は片倉町、西は寺町・万町・緑町と接している。
町村制施行前の「八王子18町」のうちの一つである八王子元子安町が母体。甲州街道八王子宿の加宿であった八王子子安町（現在の旭町・明神町・東町付近）とは別の町である。

### 地価
住宅地の地価は、2014年（平成26年）1月1日に公表された公示地価によれば、子安町1-27-24の地点で26万4000円/m2となっている。八王子市内で最も地価が高い。

## 歴史

### 地名の由来
江戸期の子安村が元子安町を経て子安町となる。村名は鎮守の子安神社に因む。

### 沿革
- 1882年（明治15年）7月 - 町村分合により南多摩郡子安村が旧八王子十五宿と合併(八王子18町)。八王子元子安町に改称。
- 1889年（明治22年）4月1日 - 町村制施行により八王子町が成立。八王子元子安町は南多摩郡八王子町元子安町となる。
- 1912年（大正元年）10月1日 - 町名変更により元子安町の一部が子安町となる。
- 1917年（大正6年）9月1日 - 八王子町が市制施行。八王子市子安町となる。
- 1968年（昭和43年） - 住居表示実施。子安町一 - 四丁目が成立。一部が旭町に編入。

## 世帯数と人口
2017年（平成29年）12月31日現在の世帯数と人口は以下の通りである。
| 丁目         | 世帯数    | 人口     |
| ------------ | --------- | -------- |
| 子安町一丁目 | 2,489世帯 | 5,033人  |
| 子安町二丁目 | 1,665世帯 | 3,040人  |
| 子安町三丁目 | 1,151世帯 | 2,077人  |
| 子安町四丁目 | 972世帯   | 1,758人  |
| 計           | 6,277世帯 | 11,908人 |

## 小・中学校の学区
市立小・中学校に通う場合、学区は以下の通りとなる。
| 丁目         | 番地     | 小学校                                                | 中学校                                                | 通学許可校                                                    |
| ------------ | -------- | ----------------------------------------------------- | ----------------------------------------------------- | ------------------------------------------------------------- |
| 子安町一丁目 | 47〜55番 | 八王子市立第六小学校⇨八王子市立いずみの森義務教育学校 | 八王子市立第三中学校⇨八王子市立いずみの森義務教育学校 | 八王子市立第四小学校 八王子市立第五中学校（第四小卒業の場合） |
| 子安町一丁目 | その他   | 八王子市立第六小学校⇨八王子市立いずみの森義務教育学校 | 八王子市立第三中学校⇨八王子市立いずみの森義務教育学校 |                                                               |
| 子安町二丁目 | 全域     | 八王子市立第六小学校⇨八王子市立いずみの森義務教育学校 | 八王子市立第三中学校⇨八王子市立いずみの森義務教育学校 |                                                               |
| 子安町三丁目 | 全域     | 八王子市立第六小学校⇨八王子市立いずみの森義務教育学校 | 八王子市立第三中学校⇨八王子市立いずみの森義務教育学校 |                                                               |
| 子安町四丁目 | 全域     | 八王子市立第六小学校⇨八王子市立いずみの森義務教育学校 | 八王子市立第三中学校⇨八王子市立いずみの森義務教育学校 |                                                               |

## 交通

### 鉄道
地内に鉄道は通過していないが、すぐ北の旭町にJR八王子駅があり、利用が可能である。多摩都市モノレール八王子ルート整備計画がある。

### 道路
- 国道16号（東京環状）：子安町三丁目の西側を通過する。南は相模原市方面、北は昭島市方面へ連絡する。
- とちの木通り：JR八王子駅の南口大通り。「八王子駅南口」交差点から国道16号「子安町」交差点までを南北につなぐ。
- 東京都道160号下柚木八王子線（野猿街道）：子安町地内からは南東方向に延び、北野・下柚木方面へ向かう。

### 路線バス
八王子駅南口を発着する路線バスが多数通過する。系統などの情報は八王子駅#南口を参照のこと。

## 行政機関
- 警視庁八王子警察署八王子駅南口交番
- ハローワーク八王子
- 八王子市役所八王子駅南口総合事務所

## 施設
- J:COMホール八王子
- 八王子市立いずみの森義務教育学校
- 藤井保育園
- 子安保育園
- 六本杉公園湧水

## 金融機関・郵便局
- 子安南郵便局
- 子安郵便局
- みずほ銀行八王子南口支店
- 多摩信用金庫八王子駅前支店

## 商業
- 八王子オーパ
- セレオ八王子
- スターバックスサザンスカイタワー八王子店
- スーパーアルプス八王子駅南口店
- ビックカメラJR八王子駅店
- CoCo壱番屋八王子駅南口店
- サブウェイサザンスカイタワー八王子店
- ミスタードーナツJR八王子南口ショップ
- E PRONTO プロントコーポレーションセレオ八王子店
- くまざわ書店サザンスカイタワー八王子店
- 炭火焼き鳥 金太郎 八王子南口駅前店
- 吉野家八王子南口店
- ドラックセイムス子安町店

### コンビニエンスストア
- ファミリーマート八王子子安店
- ファミリーマート八王子駅南口店
- セブンイレブン八王子子安３丁目店
- セブンイレブン八王子サザンスカイタワー店
- ポプラ八王子サービスステーション - ガソリンスタンド - レンタカー

## 寺院
- 日本基督教団 八王子栄光教会
- 創価学会 八王子文化会館